# 8391 Кринг
8391 Кринг (8391 Kring) — астероїд головного поясу, відкритий 20 квітня 1993 року.
Тіссеранів параметр щодо Юпітера — 3,205.